# Сант'Ана (Лука)
Сант'Ана је насеље у Италији у округу Лука, региону Тоскана.
Према процени из 2011. у насељу је живело 16 становника. Насеље се налази на надморској висини од 622 м.